# Barclay Vincent Head
Barclay Vincent Head (Ipswich, 2 gennaio 1844 – Londra, 12 giugno 1914) è stato un numismatico britannico.

## Biografia
Head ricoprì la carica di conservatore al Dipartimento delle Monete e delle Medaglie del British Museum di Londra, una delle più rilevanti collezioni numismatiche del mondo.
Il suo testo più noto, Historia Numorum ha influenzato decisamente lo studio della monetazione greca.
Dopo gli studi alla Grammar School nella natia Ipswich, Head entrò a far parte dello staff del British Museum nel 1864. Più tardi entrò anche come direttore aggiunto della redazione di Numismatic Chronicle, la rivista della Royal Numismatic Society, che in seguito diresse fino al 1910.
Laureato honoris causa a Oxford, Durham e Heidelberg, è stato anche membro della Berlin-Brandenburgische Akademie der Wissenschaften. Nel 1907 gli fu conferita la medaglia della Royal Numismatic Society.
È morto a Londra nel 1914.

## Opere
Nel 1873 ebbe inizio la pubblicazione dei cataloghi della collezione di monete greche del British Museum, cataloghi che costituiscono tuttora uno dei più importanti riferimenti per queste monete. Head collaborò personalmente alla stesura di 8 dei trenta volumi.

### Historia Nummorum
Nel 1887 esce la prima edizione della sua opera più importante, Historia Nummorum, un trattato in cui è esaminata la storia della monetazione greca. Questo lavoro è giudicato fondamentale sia per i numismatici che per gli studiosi di archeologia e di storia.
La seconda edizione venne pubblicata nel 1911 ed è tuttora considerata la base per lo studio della monetazione greca. Solo per la monetazione greca dell'Italia è stato pubblicato nel 2001 un aggiornamento (Rutter, Burnett, Crawford, Johnston, Jessop Price: Historia Numorum Italy. The British Museum Press, London, 2001).

## Pubblicazioni
- History of the Coinage of Syracuse, 1874;
  - of Lydia and Persia, 1877;
  - of Ephesus, 1880;
  - of Boeotia, 1881;
- Guide to the Coins of the Ancients. 1881;
- Head: Historia Numorum: a Manual of Greek Numismatics. Oxford: 1887; 2º ed. London, 1911.
- Head, Poole, Reginald S., Catalogue of Greek Coins: Attica-Megaris-Aegina. London, 1888;
- Head, Poole, Reginald S. Catalogue of Greek Coins: Macedonia, etc. London, 1879;
- Head, Catalogue of Greek Coins. Corinth, Colonies of Corinth, etc. London, 1889;
- Head, Gardner, Percy, and Poole, Reginald. Catalogue of Greek coins. The Tauric Chersonese, Sarmatia, Dacia, Moesia, Thrace, etc. London, 1877.